# Jean Testu de Mauroy
Pour les articles homonymes, voir Mauroy (homonymie).
Jean Testu de Mauroy, né en 1626 et mort à Paris en avril 1706, est un homme d'Église et homme de lettres français.

## Biographie
Jean Testu de Mauroy naît en 1626.
Il est précepteur des filles de Monsieur, frère de Louis XIV. Il est l'auteur d'une Doctrine de la raison, ou l'Honnesteté des mœurs selon les maximes de Sénèque, réduite en entretiens, parue en 1666. Il fut élu membre de l'Académie française en 1688.
Il est également abbé commendataire de Fontaine-Jean (1676) et Saint-Chéron de Chartres (1680).
Il meurt en avril 1706, à Paris.